# Mammillaria bocasana
Mammillaria bocasana là một loài thực vật có hoa trong họ Cactaceae. Loài này được Poselger mô tả khoa học đầu tiên năm 1853.

## Hình ảnh

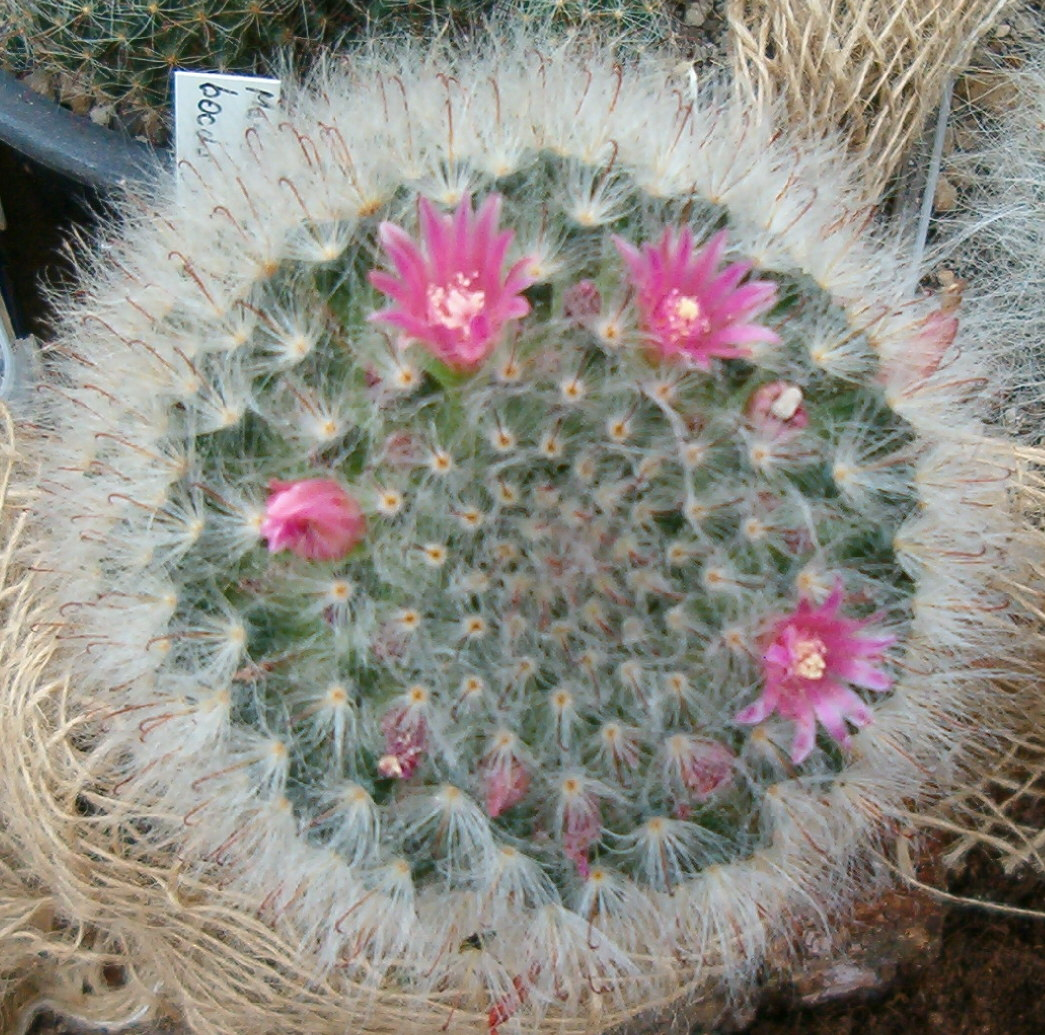
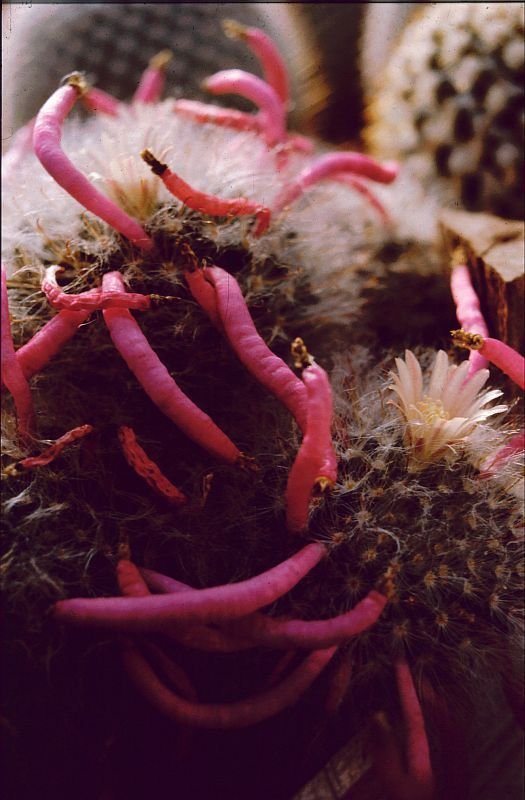
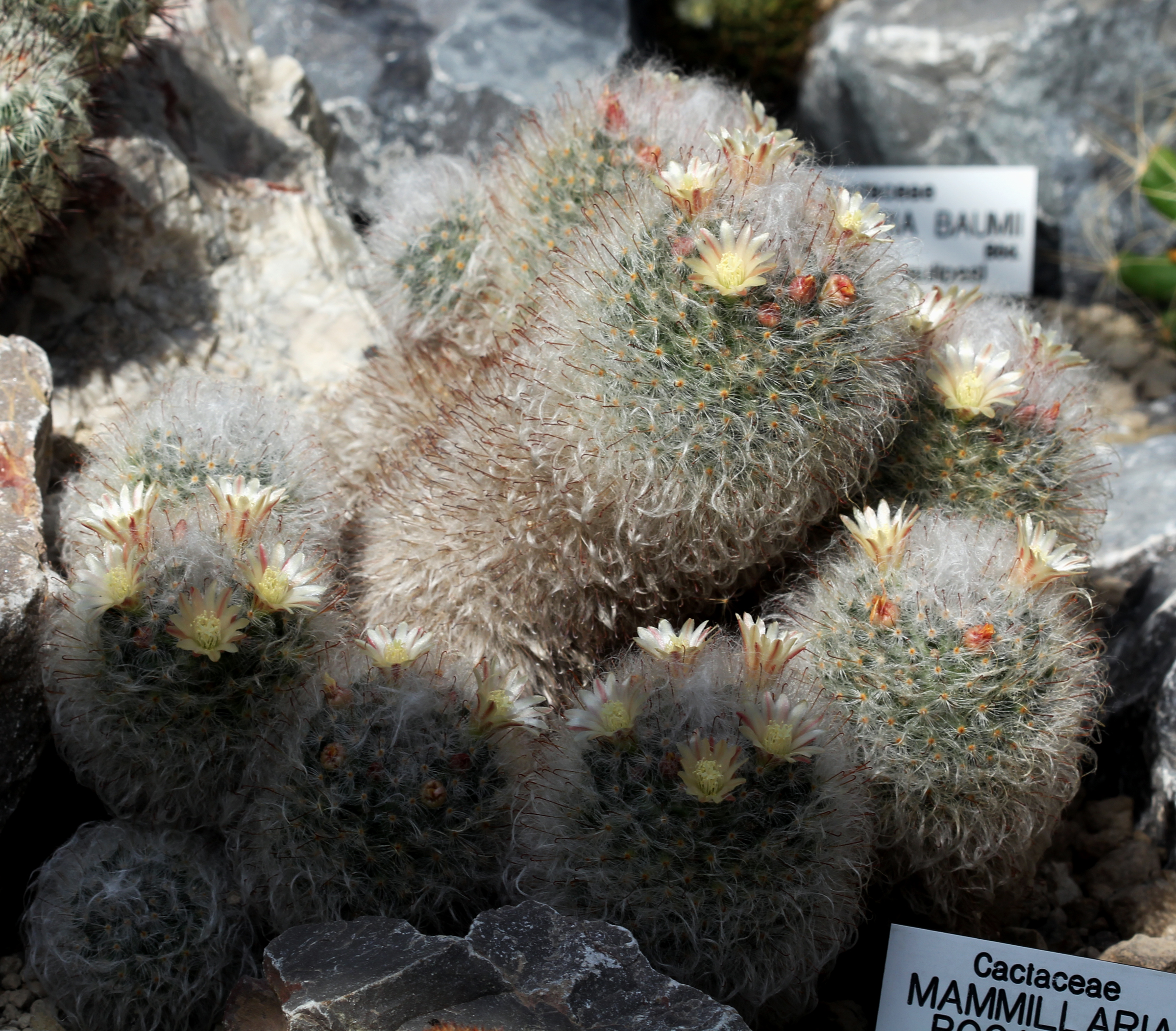
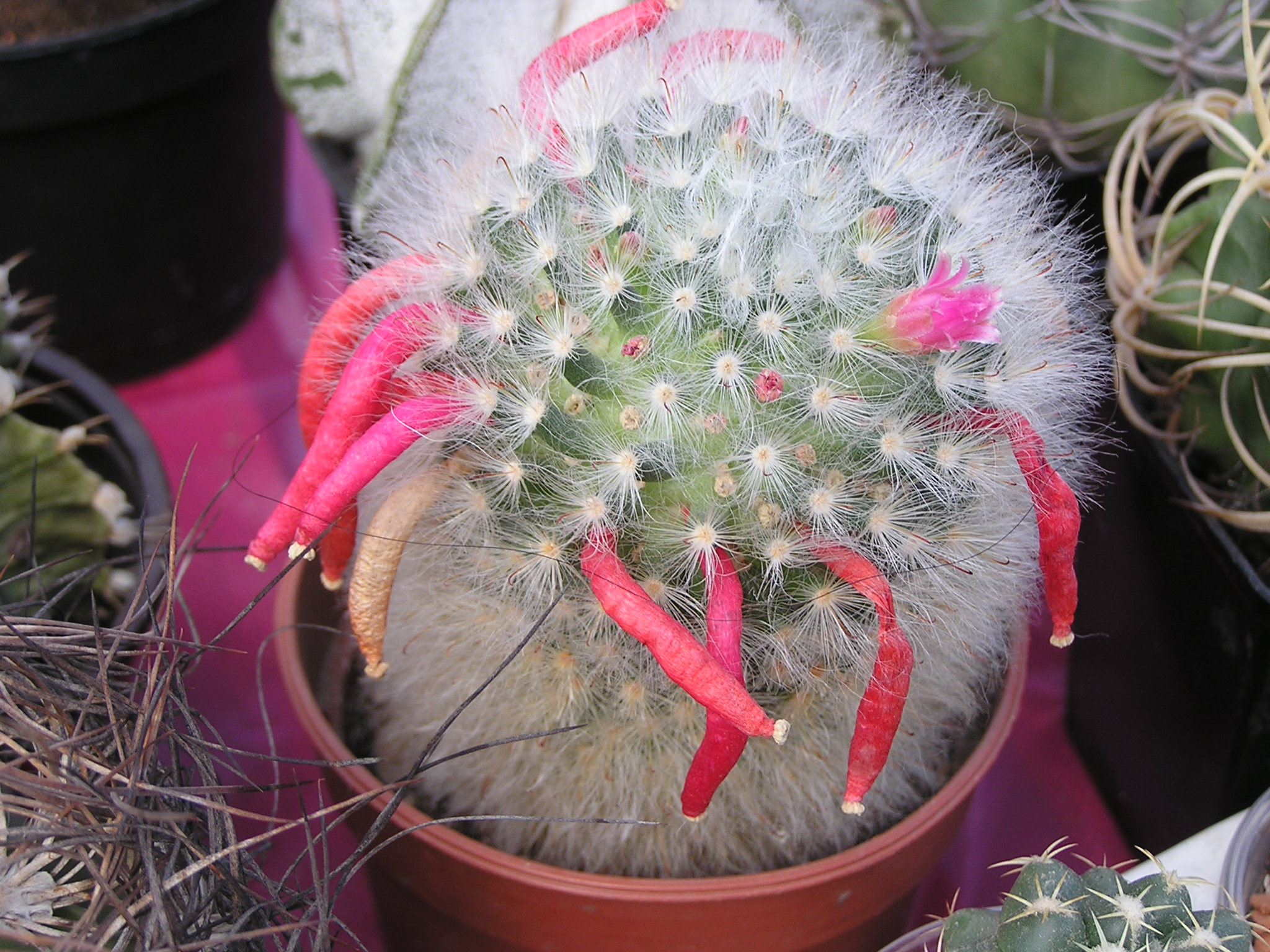